# WCT Winter Finals 1982
Il WCT Winter Finals 1982 è stato un torneo di tennis giocato sul sintetico indoor. È stata la 2ª edizione del torneo, che fa parte del World Championship Tennis 1982. Il torneo si è giocato a Detroit negli Stati Uniti dal 24 al 31 gennaio 1983.

## Campioni

### Singolare maschile
Ivan Lendl ha battuto in finale  Guillermo Vilas con il punteggio di 7–5, 6–2, 2–6, 6–4